# Los del túnel
Los del túnel es una película española del año 2017, dirigida por Pepón Montero y protagonizada por Arturo Valls.

## Argumento
Un grupo de personas sobrevive a una catástrofe, pero… ¿y ahora qué? Tras haber estado quince días atrapados en un túnel, por fin son rescatados y la tragedia parece quedar en el pasado. Así, llenos de buenos propósitos, celebrarán el estar vivos reuniéndose todos los viernes. Pero estos variopintos personajes tendrán que seguir adelante con sus vidas, tarea que no será tan fácil como pensaban.

## Reparto
- Arturo Valls: Toni
- Raúl Cimas: Julio Montero
- Natalia de Molina: Miriam
- Neus Asensi: Lupe
- Manel Barceló: Víctor
- Alex Batllori: Rafi
- Abraham Fuya: Walter Sepúlveda
- Carmela Lloret: Adela
- Pol López: Pedro
- Enrique Martínez: Esteban
- Violeta Rodríguez: Hiedra
- Manolo Solo: José Manuel
- Teresa Gimpera: Camila
- Jesús Guzmán: Segundo
- María Alfonsa Rosso: Abuela
- Nuria Mencía: Sole
- Emma Caballero: Enfermera
- María Jesús Hoyos: Virtudes
- Carles Arquimbau: Antonio
- Marta Fernández Muro: Sacramento
- Llanos López: Cristal

- Datos: Q30081301